# Llista de topònims de Foixà
Llista de topònims (noms propis de lloc) del municipi de Foixà, al Baix Empordà
Informació actualitzada per un bot. Els canvis manuals es perdran quan s'actualitzi!

## creu de terme
| imatge | Nom                          | Ubicat a | instància de  | Detalls                                 | coordenades | Protecció                                  | Commons (més fotos)   | Dades a WD                    |
| ------ | ---------------------------- | -------- | ------------- | --------------------------------------- | --- | ------------------------------------------ | --------------------- | ----------------------------- |
|        | Creu Nova del terme de Foixà | Foixà    | creu de terme |                                         | 42° 02′ 22″ N, 2° 59′ 49″ E / 42.03956514321872°N,2.9970048677915004°E                                            |                                            |                       | Modifica les dades a Wikidata |
|        | creu de la Sala              | Foixà    | creu de terme |                                         | 42° 02′ 00″ N, 3° 00′ 50″ E / 42.03335515155635°N,3.0139047383515667°E                                            |                                            |                       | Modifica les dades a Wikidata |
|        | creu de terme                | Foixà    | creu de terme | Estil: arquitectura gòtica 14th century | 42° 02′ 11″ N, 2° 59′ 55″ E / 42.036495°N,2.998592°E ca:Entre els dos nuclis que formen el poble de Foixà 57 msnm | bé integrant del patrimoni cultural català | Creu de terme (Foixà) | Modifica les dades a Wikidata |

## entitat singular de població
| imatge | Nom                        | Ubicat a | instància de                                                                   | Detalls | coordenades                                                                  | Protecció | Commons (més fotos)        | Dades a WD                    |
| ------ | -------------------------- | -------- | ------------------------------------------------------------------------------ | ------- | ---------------------------------------------------------------------------- | --------- | -------------------------- | ----------------------------- |
|        | Cuells                     | Foixà    | entitat singular de població                                                   | 56 hab  | 42° 02′ 11″ N, 2° 59′ 40″ E / 42.0362765772883°N,2.99432165297139°E 103 msnm |           |                            | Modifica les dades a Wikidata |
|        | Foixà                      | Foixà    | entitat singular de població ens local històric de Catalunya capital municipal | 57 hab  | 42° 02′ 23″ N, 2° 59′ 48″ E / 42.039661296°N,2.99654599°E 81 msnm            |           |                            | Modifica les dades a Wikidata |
|        | Sant Llorenç de les Arenes | Foixà    | entitat singular de població ens local històric de Catalunya                   | 41 hab  | 42° 03′ 44″ N, 2° 58′ 55″ E / 42.062344091286°N,2.9819516568946°E 58 msnm    |           | Sant Llorenç de les Arenes | Modifica les dades a Wikidata |
|        | els Masos                  | Foixà    | entitat singular de població                                                   | 87 hab  | 42° 02′ 40″ N, 2° 59′ 49″ E / 42.044545°N,2.997036°E 70 msnm                 |           |                            | Modifica les dades a Wikidata |
|        | la Sala                    | Foixà    | entitat singular de població ens local històric de Catalunya                   | 50 hab  | 42° 01′ 59″ N, 3° 01′ 00″ E / 42.03303056°N,3.01665833°E 27 msnm             |           |                            | Modifica les dades a Wikidata |

## església
| imatge | Nom                                    | Ubicat a | instància de     | Detalls                         | coordenades                                                                                    | Protecció                                  | Commons (més fotos)                    | Dades a WD                    |
| ------ | -------------------------------------- | -------- | ---------------- | ------------------------------- | ---------------------------------------------------------------------------------------------- | ------------------------------------------ | -------------------------------------- | ----------------------------- |
|        | Sant Joan de Foixà                     | Foixà    | església         | Estil: gòtic flamíger           | 42° 02′ 23″ N, 2° 59′ 48″ E / 42.03974111°N,2.9968°E                                           | bé integrant del patrimoni cultural català | Sant Joan de Foixà                     | Modifica les dades a Wikidata |
|        | Sant Romanç                            | Foixà    | església capella |                                 | 42° 03′ 48″ N, 2° 59′ 21″ E / 42.063245650875°N,2.9892033531591°E                              |                                            |                                        | Modifica les dades a Wikidata |
|        | Sant Romà de Cidillà                   | Foixà    | església capella |                                 | 42° 04′ 13″ N, 2° 59′ 32″ E / 42.0704024052419°N,2.99229990675323°E                            |                                            |                                        | Modifica les dades a Wikidata |
|        | Sant Romà de les Arenes                | Foixà    | església         | Estil: art preromànic           | 42° 03′ 46″ N, 2° 59′ 47″ E / 42.0627°N,2.99645°E                                              | bé integrant del patrimoni cultural català | Sant Romà de les Arenes                | Modifica les dades a Wikidata |
|        | Sant Sebastià de les Arenes            | Foixà    | església         |                                 | 42° 04′ 19″ N, 2° 59′ 32″ E / 42.07186°N,2.99223°E                                             |                                            |                                        | Modifica les dades a Wikidata |
|        | Santa Maria                            | Foixà    | església         | Estil: arquitectura barroca     | 42° 01′ 59″ N, 3° 01′ 00″ E / 42.0331°N,3.01677°E                                              | bé integrant del patrimoni cultural català | Santa Maria de la Sala (Foixà)         | Modifica les dades a Wikidata |
|        | església de Sant Llorenç de les Arenes | Foixà    | església         | Estil: art romànic 12nd century | 42° 03′ 40″ N, 2° 58′ 40″ E / 42.06108333°N,2.97774167°E ca:Sant Llorenç de les Arenes 36 msnm | bé integrant del patrimoni cultural català | Església de Sant Llorenç de les Arenes | Modifica les dades a Wikidata |

## masia
| imatge | Nom                     | Ubicat a | instància de | Detalls | coordenades                                                         | Protecció | Commons (més fotos) | Dades a WD                    |
| ------ | ----------------------- | -------- | ------------ | ------- | ------------------------------------------------------------------- | --------- | ------------------- | ----------------------------- |
|        | Ca l'Oliver             | Foixà    | masia        |         | 42° 02′ 23″ N, 3° 00′ 01″ E / 42.0396812149341°N,3.00037454926389°E |           |                     | Modifica les dades a Wikidata |
|        | Cal Corraler            | Foixà    | masia        |         | 42° 02′ 20″ N, 3° 01′ 24″ E / 42.038886277823°N,3.02325801112269°E  |           |                     | Modifica les dades a Wikidata |
|        | Cal Cuní                | Foixà    | masia        |         | 42° 02′ 54″ N, 2° 59′ 44″ E / 42.0483184601039°N,2.99562563875003°E |           |                     | Modifica les dades a Wikidata |
|        | Cal Fuster              | Foixà    | masia        |         | 42° 02′ 00″ N, 3° 01′ 11″ E / 42.0332758098117°N,3.01978871255695°E |           |                     | Modifica les dades a Wikidata |
|        | Cal Pastor              | Foixà    | masia        |         | 42° 01′ 45″ N, 3° 01′ 05″ E / 42.029060989715°N,3.01810825430883°E  |           |                     | Modifica les dades a Wikidata |
|        | Cal Senador             | Foixà    | masia        |         | 42° 02′ 21″ N, 3° 00′ 10″ E / 42.0392308492444°N,3.00287555146332°E |           |                     | Modifica les dades a Wikidata |
|        | Can Bosc del Baró       | Foixà    | masia        |         | 42° 03′ 16″ N, 3° 00′ 47″ E / 42.0545593809932°N,3.01291892250178°E |           |                     | Modifica les dades a Wikidata |
|        | Can Colom i els Peretes | Foixà    | masia        |         | 42° 02′ 12″ N, 3° 01′ 13″ E / 42.0366622095014°N,3.02028511123266°E |           |                     | Modifica les dades a Wikidata |
|        | Can Comes               | Foixà    | masia        |         | 42° 02′ 04″ N, 3° 01′ 21″ E / 42.0344732075296°N,3.02241071476069°E |           |                     | Modifica les dades a Wikidata |
|        | Can Damià               | Foixà    | masia        |         | 42° 03′ 37″ N, 2° 58′ 39″ E / 42.0603491498279°N,2.97759227505573°E |           |                     | Modifica les dades a Wikidata |
|        | Can Feliu               | Foixà    | masia        |         | 42° 01′ 57″ N, 3° 00′ 41″ E / 42.0325294011545°N,3.01139226962156°E |           |                     | Modifica les dades a Wikidata |
|        | Can Ferran              | Foixà    | masia        |         | 42° 02′ 38″ N, 2° 59′ 55″ E / 42.0439593427347°N,2.9985862837554°E  |           |                     | Modifica les dades a Wikidata |
|        | Can Flotats             | Foixà    | masia        |         | 42° 01′ 41″ N, 3° 01′ 07″ E / 42.0281602306164°N,3.01871200129533°E |           |                     | Modifica les dades a Wikidata |
|        | Can Galliners           | Foixà    | masia        |         | 42° 02′ 48″ N, 2° 59′ 34″ E / 42.0466971277488°N,2.99274986184119°E |           |                     | Modifica les dades a Wikidata |
|        | Can Garriga             | Foixà    | masia        |         | 42° 02′ 06″ N, 2° 59′ 23″ E / 42.034988321514°N,2.98982750714778°E  |           |                     | Modifica les dades a Wikidata |
|        | Can Grel                | Foixà    | masia        |         | 42° 02′ 21″ N, 3° 00′ 08″ E / 42.0392218573629°N,3.00221103295635°E |           |                     | Modifica les dades a Wikidata |
|        | Can Jaume Peretes       | Foixà    | masia        |         | 42° 02′ 03″ N, 3° 01′ 17″ E / 42.0341672032725°N,3.02125081303627°E |           |                     | Modifica les dades a Wikidata |
|        | Can Jep                 | Foixà    | masia        |         | 42° 02′ 07″ N, 3° 01′ 25″ E / 42.0351574926095°N,3.02349827912126°E |           |                     | Modifica les dades a Wikidata |
|        | Can Jesús               | Foixà    | masia        |         | 42° 02′ 33″ N, 2° 59′ 52″ E / 42.0424192011209°N,2.99776469069133°E |           |                     | Modifica les dades a Wikidata |
|        | Can Joera               | Foixà    | masia        |         | 42° 02′ 05″ N, 2° 59′ 31″ E / 42.0347543106591°N,2.991845121748°E   |           |                     | Modifica les dades a Wikidata |
|        | Can Lloca               | Foixà    | masia        |         | 42° 02′ 14″ N, 3° 01′ 25″ E / 42.0372830451304°N,3.02353530747675°E |           |                     | Modifica les dades a Wikidata |
|        | Can Mingo               | Foixà    | masia        |         | 42° 02′ 08″ N, 2° 59′ 30″ E / 42.0354387931215°N,2.99156716133857°E |           |                     | Modifica les dades a Wikidata |
|        | Can Morera              | Foixà    | masia        |         | 42° 01′ 57″ N, 3° 00′ 31″ E / 42.0326237197°N,3.0085377894654°E     |           |                     | Modifica les dades a Wikidata |
|        | Can Paiet               | Foixà    | masia        |         | 42° 03′ 11″ N, 2° 58′ 47″ E / 42.0529281251606°N,2.97972179866227°E |           |                     | Modifica les dades a Wikidata |
|        | Can Pereta              | Foixà    | masia        |         | 42° 03′ 16″ N, 3° 00′ 55″ E / 42.0545140666607°N,3.01521507190124°E |           |                     | Modifica les dades a Wikidata |
|        | Can Peretes             | Foixà    | masia        |         | 42° 02′ 57″ N, 3° 01′ 33″ E / 42.0491352463509°N,3.02578731065628°E |           |                     | Modifica les dades a Wikidata |
|        | Can Preses              | Foixà    | masia        |         | 42° 02′ 43″ N, 2° 59′ 36″ E / 42.0452921262609°N,2.99319710358668°E |           |                     | Modifica les dades a Wikidata |
|        | Can Ribes               | Foixà    | masia        |         | 42° 02′ 20″ N, 2° 59′ 40″ E / 42.0389065111236°N,2.99440599345707°E |           |                     | Modifica les dades a Wikidata |
|        | Can Ribot               | Foixà    | masia        |         | 42° 02′ 08″ N, 2° 59′ 34″ E / 42.0355199350304°N,2.99277529522268°E |           |                     | Modifica les dades a Wikidata |
|        | Can Silvestre           | Foixà    | masia        |         | 42° 02′ 23″ N, 3° 00′ 09″ E / 42.0396271494492°N,3.00246477371171°E |           |                     | Modifica les dades a Wikidata |
|        | Can Sobrequés           | Foixà    | masia        |         | 42° 02′ 04″ N, 2° 59′ 24″ E / 42.0345650160483°N,2.98988798097547°E |           |                     | Modifica les dades a Wikidata |
|        | Can Solers              | Foixà    | masia        |         | 42° 02′ 35″ N, 2° 59′ 48″ E / 42.0430136121548°N,2.99673762627778°E |           |                     | Modifica les dades a Wikidata |
|        | Can Terrats de Dalt     | Foixà    | masia        |         | 42° 02′ 50″ N, 2° 59′ 41″ E / 42.0473367078217°N,2.99481609921975°E |           |                     | Modifica les dades a Wikidata |
|        | Can Terrats del Bosc    | Foixà    | masia        |         | 42° 02′ 49″ N, 2° 59′ 56″ E / 42.0468324506081°N,2.99892456055717°E |           |                     | Modifica les dades a Wikidata |
|        | Can Tries               | Foixà    | masia        |         | 42° 02′ 53″ N, 2° 59′ 40″ E / 42.0479941709686°N,2.99442936386754°E |           |                     | Modifica les dades a Wikidata |
|        | Can Vilar del Puig      | Foixà    | masia        |         | 42° 02′ 36″ N, 2° 59′ 33″ E / 42.0434457228739°N,2.99238774307149°E |           |                     | Modifica les dades a Wikidata |
|        | Can Violí               | Foixà    | masia        |         | 42° 02′ 16″ N, 3° 01′ 24″ E / 42.0376883844196°N,3.02333006547215°E |           |                     | Modifica les dades a Wikidata |
|        | Can Virrei              | Foixà    | masia        |         | 42° 01′ 57″ N, 3° 00′ 36″ E / 42.0323854216083°N,3.01003918843231°E |           |                     | Modifica les dades a Wikidata |
|        | Mas Figueres            | Foixà    | masia        |         | 42° 02′ 23″ N, 3° 01′ 27″ E / 42.039826696191°N,3.0242455446286°E   |           |                     | Modifica les dades a Wikidata |
|        | Mas Nou                 | Foixà    | masia        |         | 42° 03′ 20″ N, 2° 58′ 45″ E / 42.055539923318°N,2.97910462061873°E  |           |                     | Modifica les dades a Wikidata |
|        | Mas Perdut              | Foixà    | masia        |         | 42° 03′ 20″ N, 3° 00′ 17″ E / 42.0555687522996°N,3.00461656365016°E |           |                     | Modifica les dades a Wikidata |
|        | Mas Peric               | Foixà    | masia        |         | 42° 02′ 08″ N, 2° 59′ 32″ E / 42.0356910316437°N,2.99232826113973°E |           |                     | Modifica les dades a Wikidata |
|        | el Trull                | Foixà    | masia        |         | 42° 02′ 17″ N, 3° 01′ 25″ E / 42.0380485968624°N,3.02358391764793°E |           |                     | Modifica les dades a Wikidata |
|        | la Sala d'Amunt         | Foixà    | masia        |         | 42° 01′ 54″ N, 3° 00′ 55″ E / 42.0315562457413°N,3.01519751492111°E |           |                     | Modifica les dades a Wikidata |
|        | la Sala de Baix         | Foixà    | masia        |         | 42° 01′ 54″ N, 3° 00′ 55″ E / 42.0315562441411°N,3.01520959561618°E |           |                     | Modifica les dades a Wikidata |

## muntanya
| imatge | Nom               | Ubicat a    | instància de | Detalls | coordenades                                                         | Protecció | Commons (més fotos) | Dades a WD                    |
| ------ | ----------------- | ----------- | ------------ | ------- | ------------------------------------------------------------------- | --------- | ------------------- | ----------------------------- |
|        | Montori de Rupià  | Foixà Rupià | muntanya     |         | 42° 01′ 40″ N, 3° 00′ 20″ E / 42.0278°N,3.00547°E 120.5 msnm        |           |                     | Modifica les dades a Wikidata |
|        | Puig Surós        | Foixà       | muntanya     |         | 42° 04′ 36″ N, 2° 58′ 58″ E / 42.07663889°N,2.98285°E 52.2 msnm     |           |                     | Modifica les dades a Wikidata |
|        | Puig d'en Brugada | Foixà       | muntanya     |         | 42° 02′ 56″ N, 2° 59′ 18″ E / 42.04880556°N,2.98836667°E 156.2 msnm |           |                     | Modifica les dades a Wikidata |
|        | la Mitjana        | Foixà       | muntanya     |         | 42° 03′ 11″ N, 2° 59′ 58″ E / 42.05316667°N,2.99935278°E 74.3 msnm  |           |                     | Modifica les dades a Wikidata |

## pont
| imatge | Nom                            | Ubicat a | instància de | Detalls | coordenades                                                         | Protecció | Commons (més fotos) | Dades a WD                    |
| ------ | ------------------------------ | -------- | ------------ | ------- | ------------------------------------------------------------------- | --------- | ------------------- | ----------------------------- |
|        | Pont d'en Nadal                | Foixà    | pont         |         | 42° 02′ 27″ N, 3° 00′ 43″ E / 42.0408694790456°N,3.01181664530627°E |           |                     | Modifica les dades a Wikidata |
|        | Pont de la Riera Nova          | Foixà    | pont         |         | 42° 02′ 50″ N, 3° 01′ 28″ E / 42.0473432050628°N,3.0245540499451°E  |           |                     | Modifica les dades a Wikidata |
|        | Pont de la Riera d'en Llisquet | Foixà    | pont         |         | 42° 02′ 23″ N, 3° 00′ 43″ E / 42.0395995391165°N,3.01190098555546°E |           |                     | Modifica les dades a Wikidata |

## Misc
| imatge | Nom                         | Ubicat a                                  | instància de               | Detalls                                                 | coordenades                                                                                             | Protecció                                            | Commons (més fotos) | Dades a WD                    |
| ------ | --------------------------- | ----------------------------------------- | -------------------------- | ------------------------------------------------------- | --- | ---------------------------------------------------- | ------------------- | ----------------------------- |
|        | Brugada                     | Foixà                                     | vèrtex geodèsic            | Alt: 1.2m                                               | 42° 02′ 56″ N, 2° 59′ 18″ E / 42.048802°N,2.98837°E 160.434 msnm                                        |                                                      |                     | Modifica les dades a Wikidata |
|        | Castell de Foixà            | Foixà                                     | castell                    | Estil: arquitectura del Renaixement                     | 42° 02′ 10″ N, 3° 00′ 03″ E / 42.036111111111°N,3.0008333333333°E ca:Barri de la Vila 2 msnm            | bé d'interès cultural bé cultural d'interès nacional | Castell de Foixà    | Modifica les dades a Wikidata |
|        | Granja d'en Brusi           | Foixà                                     | granja                     |                                                         | 42° 03′ 08″ N, 3° 01′ 09″ E / 42.0523068538027°N,3.01921455657336°E                                     |                                                      |                     | Modifica les dades a Wikidata |
|        | Sidillà                     | Foixà                                     | despoblat                  |                                                         | 42° 04′ 14″ N, 2° 59′ 33″ E / 42.070461111111°N,2.9923861111111°E                                       |                                                      | Sidillà             | Modifica les dades a Wikidata |
|        | Ter                         | Ripollès Osona Selva Gironès Baix Empordà | curs d'aigua riu principal | Desemboca: mar Mediterrània Llarg: 208km Conca: 3010km² | 42° 25′ 40″ N, 2° 15′ 24″ E / 42.427778°N,2.256667°E 42° 01′ 24″ N, 3° 11′ 31″ E / 42.02347°N,3.19187°E |                                                      | Ter River           | Modifica les dades a Wikidata |
|        | casa consistorial de Foixà  | Foixà                                     | casa consistorial          |                                                         | 42° 02′ 20″ N, 2° 59′ 54″ E / 42.0388508°N,2.9982203°E                                                  |                                                      |                     | Modifica les dades a Wikidata |
|        | la Vila                     | Foixà                                     | nucli de població          |                                                         | 42° 02′ 13″ N, 3° 00′ 02″ E / 42.0369251927551°N,3.00045910506642°E                                     |                                                      |                     | Modifica les dades a Wikidata |
|        | recinte fortificat de Foixà | Foixà                                     | muralla urbana             |                                                         | 42° 02′ 10″ N, 3° 00′ 03″ E / 42.0362°N,3.00093°E                                                       | bé d'interès cultural bé cultural d'interès nacional |                     | Modifica les dades a Wikidata |